# ليزا ريان (ممثلة)
ليزا ريان (بالإنجليزية: Lisa Ryan)‏ هي ممثلة أمريكية، ولدت في عقد 1960.